# Турова
Турова (слч. Turová) насељено је мјесто са административним статусом сеоске општине (слч. obec) у округу Звољен, у Банскобистричком крају, Словачка Република.

## Становништво
| Година:    | 1994. | 2004.   | 2014.    | 2024.   |
| ---------- | ----- | ------- | -------- | ------- |
| Број људи: | 358   | 352     | 416      | 450     |
| Разлика:   |       | -1,67 % | +18,18 % | +8,17 % |

| Година:    | 2023. | 2024.   |
| ---------- | ----- | ------- |
| Број људи: | 454   | 450     |
| Разлика:   |       | -0,88 % |

Према подацима о броју становника из 2024. године насеље је имало 450 становника.